# Gino Paoli
Pour les articles homonymes, voir Paoli.
Gino Paoli (né le 23 septembre 1934 à Monfalcone mais grandi à Gênes) est un chanteur et compositeur italien. Il est considéré comme l'un des grands auteurs-compositeurs-interprètes italiens des années 1960 et 1970, et il a participé à cinq reprises au Festival de Sanremo.
Par ailleurs, engagé en politique, il a également été élu député pour le Parti communiste italien de 1987 à 1992.

## Biographie
Après avoir exercé plusieurs métiers, Gino Paoli signe un contrat avec Ricordi. 
Le 8 octobre 1961 en Italie, est apparu son premier album intitulé Gino Paoli sur Dischi Ricordi. Le succès d’Il cielo in una stanza est suivi de Sapore di sale (1963), arrangée par Ennio Morricone, qui est considérée comme la plus populaire de ses chansons.
En 1961, Gino rencontre Ornella Vanoni et a une relation sentimentale avec elle. Le 11 juillet 1963, à la suite de déboires amoureux et de problèmes personnels, il tente de se suicider par se tirant une balle dans le cœur (cette balle reste toujours dans sa poitrine).
Il avait une longue relation avec l'actrice Stefania Sandrelli. Ils se sont rencontrés en 1962 et ont donné naissance à une fille, Amanda Sandrelli, en octobre 1964, qui est aussi une actrice comme sa mère.
En 1974, il revient avec un LP I semafori rossi non sono Dio, suivi par Il mio mestiere (1977), où on note la présence de l’inspiration plus mature que dans ses œuvres des années 1960. Dans les années 1980 Paoli a créé une série des albums qui avaient du succès. En 1985, il a fait un tour d’Italie avec Ornella Vanoni.
En 1987, il a été élu à la Chambre des députés italienne du Parti communiste italien. Il a abandonné la politique en 1992 pour poursuivre ses ambitions musicales.
En février 2015, lors d'une interview, le journaliste a cité une expression populaire du ministre italien selon laquelle les impôts sont une bonne chose. Gino Paoli l'a insulté très grossièrement, car à cette époque, il était soupçonné d'une fraude fiscale de 2 millions d'euros sur ses comptes bancaires en Suisse. Le chanteur a été acquitté en 2016, en raison de la prescription du crime.
Sa chanson La Gatta a été utilisée dans les cours d'italien dans les lycées aux États-Unis et il a participé cinq fois au Festival de Sanremo et Sapore di sale ("Saveur de Sel") a été la chanson de l'artiste recueillant le plus de succès, mais aussi l'une des evergreen de la musique italienne.

### Participations au Festival de Sanremo
- 1961 avec la chanson Un uomo vivo en duo avec Tony Dallara 10e place
- 1964 avec la chanson Ieri ho incontrato mia madre en duo avec Antonio Prieto 4e place
- 1966 avec la chanson La carta vincente en duo avec Ricardo (non classé)
- 1989 avec la chanson Questa volta no 13e place
- 2002 avec la chanson Un altro amore 3e place

## Discographie

### Albums
- 1961 - Gino Paoli (Ricordi, MRL 6006)
- 1962 - Le cose dell'amore (Dischi Ricordi, MRL 6025)
- 1964 - Basta chiudere gli occhi
- 1966 - Le canzoni per Emmeti (avec Lea Massari)
- 1967 - Gino Paoli and The Casuals (CBS, 52437; seulement face A)
- 1971 - Le due facce dell'amore (Durium, msAI 77275)
- 1971 - Rileggendo vecchie lettere d'amore (Durium, msAI 77291)
- 1972 - Amare per vivere (Durium, msAI 77309)
- 1974 - I semafori rossi non sono Dio (Durium)
- 1975 - Ciao, salutime un po' Zena (Durium)
- 1976 - Le canzoni di Gino Paoli (anthologie 1963-1965)
- 1977 - Il mio mestiere (Durium, msAI 77384/77385)
- 1980 - Ha tutte le carte in regola
- 1984 - Averti addosso
- 1984 - La luna e il Sig. Hyde
- 1986 - Cosa farò da grande
- 1988 - L'ufficio delle cose perdute
- 1988 - Sempre (anthologie 1984-1986)
- 1991 - Matto come un gatto
- 1992 - Senza contorno solo... per un'ora
- 1994 - King Kong Paoli
- 1995 - Amori dispari
- 1996 - Appropriazione indebita (Fonit Cetra)
- 1998 - Pomodori
- 2002 - Se
- 2004 - Ti ricordi ? No non mi ricordo (avec Ornella Vanoni)
- 2009 - Storie
- 2011 - Un incontro in Jazz

### Albums live
- 1965 - Gino Paoli allo Studio A
- 1985 - Insieme (avec Ornella Vanoni)
- 1989 - Gino Paoli '89 dal vivo
- 2001 - Gino Paoli Live @ RTSI (live 1980)
- 2005 - Vanoni Paoli Live
- 2007 - Milestones

### 45 tours
- 1959 - Dedicato a te/Senza parole (Ricordi)
- 1959 - Dormi/Non occupatemi il telefono (Ricordi)
- Juillet 1959 - La tua mano/Chiudi (Ricordi, SRL 10.047)
- Novembre 1959 - La notte/Per te (Ricordi, SRL 10.074)
- 1960 - La gatta/Io vivo nella luna (Ricordi, SRL 10.114)
- Février 1960 - Co-eds/Maschere (Ricordi, SRL 10.115)
- 1960 - Il cielo in una stanza/Però ti voglio bene (Ricordi, SRL 10.116)
- 1960 - Grazie/Volevo averti per me (Ricordi, SRL 10.130)
- 1960 - Sassi/Maschere (Ricordi, SRL 10.171)
- 1961 - Un uomo vivo/In un caffè (Ricordi, SRL 10.177)
- 1961 - Un vecchio bambino/Tu prima o poi (Ricordi)
- 1961 - Gli innamorati sono sempre soli/Senza fine (Ricordi, SRL 10.197)
- Juillet 1961 - Un delitto perfetto d'amore/Me in tutto il mondo (Ricordi, SRL 10.208)
- 1962 - Le cose dell'amore/Due poveri amanti (Ricordi, SRL 10.258)
- 1962 - Devi sapere/Non andare via (Ricordi, SRL 10.260)
- 1963 - Sapore di sale/La nostra casa (RCA Italienne, PM 3204)
- 1963 - Che cosa c'è/Sarà cosi (RCA Italienne, PM 3234)
- 1964 - Ieri ho incontrato mia madre/Ricordati (RCA Italienne, PM 3244)
- 1964 - Lei sta con te/Vivere ancora (RCA Italienne, PM 3284)
- 1965 - Sarà lo stesso/Prima di vederti (RCA Italienne, PM 3304)
- 1965 - Rimpiangerai rimpiangerai/Il poeta (RCA Italienne, PM 3310)
- 1966 - Un uomo che vale/Sempre (CGD, N 9603)
- 1967 - Il mondo in tasca/Io che sarei (CGD, N 9655)
- 1968 - Se Dio ti da/Dormi (Durium, CN A 9271)
- 1969 - Come si fa/Monique (Durium, CN A 9305)
- 1969 - Albergo a ore/Il tuo viso di sole (Durium, CN A 9314)
- 1970 - Un po' di pena/Accadde così (Durium, CN A 9324)
- 1971 - Con chi fai l'amore Mimì/Mamma mia (Durium, Ld A 7735)
- 1972 - Non si vive in silenzio/Amare per vivere (Durium, Ld A 7754)
- 1975 - La ragazza senza nome/È facile amarti (Durium, Ld A 7882)
- 1977 - Parole d'amore/Madama malinconia (Durium, Ld A 7981)
- 1980 - Tu no/Livorno (RCA Italienne, PB 6533)
- 1984 - Una lunga storia d'amore/I cinque sensi (Five Record, FM 13065)
- 1985 - Ti lascio una canzone/Coppi (Five Record, FM 13102)
- 1986 - Da lontano/Tema di Anna (Five Record, FM 13145)

### EP
- 1960 - Io vivo nella luna (Ricordi, ERL 163)

### Compilations
- 1975 - Gino Paoli
- 1978 - La ragazza senza nome
- 1979 - Una sera con... Gino Paoli
- 1982 - Gino Paoli
- 1982 - Il mio mestiere Volume 1
- 1982 - Il mio mestiere Volume 2
- 1983 - Gino Paoli
- 1984 - Gino Paoli
- 1985 - Gino Paoli
- 1986 - I grandi successi di Gino Paoli
- 1986 - Il grande Gino Paoli
- 1988 - Musica e parole Gino Paoli
- 1994 - I successi di Gino Paoli
- 1998 - Gino Paoli Le origini
- 2000 - Per una storia
- 2001 - Per una storia 2001
- 2001 - I grandi successi originali
- 2001 - I miti musica: Gino Paoli
- 2001 - Una sera con... Gino Paoli
- 2002 - White Collection
- 2004 - Una lunga storia
- 2005 - Emmeti e altre storie
- 2005 - Sapore di sale
- 2006 - Canzoni da ricordare (triplo CD)
- 2009 - Senza fine